# Моноблок (стул)

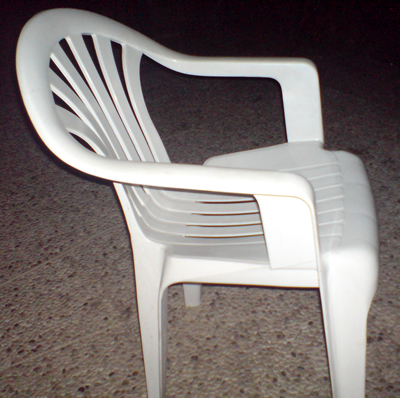
Типичный белый стул-моноблок

Стул-моноблок — мебельное изделие, представляющее собой недорогой, лёгкий, штабелируемый стул, обычно белого цвета, изготовленный из единого куска пластика. Используется повсеместно и является самым распространённым предметом мебели в мире, насчитывая сотни миллионов произведённых единиц.

## История создания
Основная идея стула-моноблока восходит к разделяемом многими дизайнерами желании сделать стул из цельного куска материала в простом технологическом исполнении, не требующем клея, шурупов, гвоздей. Эксперименты с этой идеей восходят к 1920-м годам — ранние попытки включали прессование листового металла или гибку многослойной древесины. После Второй мировой войны прогрессивные дизайнеры, такие как Чарльз Имс и Ээро Сааринен, пытались производить доступную пластиковую мебель. Они спроектировали стулья с сиденьями, отлитыми из полиэстера, армированного стекловолокном. Но у их стульев были металлические ножки. Так, Ээро Сааринену пришлось обшить у своего знаменитого стул-тюльпана металлический постамент пластиком, чтобы стул хотя бы казался единым.
В 1968 году датский дизайнер Вернер Пантон после десяти лет поисков подходящего пластика создал первый серийный моноблочный стул Panton Chair, изготовленный методом литья под давлением. Позднее, в конце 1960-х, были созданы стулья-моноблоки Bofinger немецкого архитектора Гельмута Бетцнера и Selene (1961—1968) итальянского дизайнера Вико Маджистретти. В 1972 году французский инженер Анри Массоне разработал на основе этих классических моделей стул Fauteuil 300, который считается прототипом нынешнего пластикового стула-моноблока. Массоне удалось оптимизировать технологический процесс настолько, что производственный цикл изготовления одного стула стал занимать меньше двух минут. С 1980-х годов целый ряд компаний начали поставлять на рынок аналогичные модели.